# Cooper (Texas)
Pour les articles homonymes, voir Cooper.
La ville de Cooper (en anglais [ˈkʊpər]) est le siège du comté de Delta, dans l’État du Texas, aux États-Unis. Sa population s’élevait à 1 969 habitants lors du recensement de 2010, estimée à 1 957 habitants en 2016.

## Source
- (en) Cet article est partiellement ou en totalité issu de l’article de Wikipédia en anglais intitulé « Cooper, Texas » (voir la liste des auteurs).